# Речицы (городской округ Озёры)
Речицы — деревня в городском округе Озёры Московской области России. Население — 8 чел. (2015).

## География
Расположена в западной части района, примерно в 10,5 км к северо-западу от центра города Озёры. В деревне 1 улица — Берёзовая, зарегистрировано 5 садовых товариществ. Связана автобусным сообщением с районным центром. Ближайшие населённые пункты — деревни Мощаницы и Реброво, а также Алешково Ступинского района.

## История
В «Списке населённых мест» 1862 года Речицы — владельческая деревня 2-го стана Коломенского уезда Московской губернии по левую сторону Каширского тракта из Коломны, в 31 версте от уездного города, при колодце, с 56 дворами и 317 жителями (210 мужчин, 107 женщин).
По данным на 1890 год входила в состав Суковской волости Коломенского уезда, число душ составляло 558 человек.
В 1913 году — 92 двора, чайная и мелочная лавки.
По материалам Всесоюзной переписи населения 1926 года — центр Речицкого сельсовета Суковской волости, проживало 385 жителей (157 мужчин, 228 женщин), насчитывалось 93 хозяйства, имелась школа 1-й ступени.
С 1929 года — населённый пункт в составе Озёрского района Коломенского округа Московской области, с 1930-го, в связи с упразднением округа, — в составе Озёрского района Московской области.
В 1939 году Речицкий сельсовет был упразднён, деревня была включена в Мощаницкий сельсовет.
В 1954 году был упразднён уже Мощаницкий сельсовет и вместе с территорией Комаровского сельсовета был объединён во вновь созданный Речицкий сельсовет.
В 1959 году, в связи с упразднением Озёрского района, Речицкий сельсовет вошёл в состав Коломенского района, а в 1960 году переименован в Мощаницкий сельсовет.
В 1969 году Озёрский район был воссоздан, а Мощаницкий сельсовет переименован в Тарбушевский.
С 1994 по 2006 год — деревня Тарбушевского сельского округа.
С 2006 года — деревня сельского поселения Бояркинское.

## Население
| 1852 | 1859 | 1890 | 1926 | 2002 | 2006 | 2010 |
| ---- | ---- | ---- | ---- | ---- | ---- | ---- |
| 326  | ↘317 | ↗558 | ↘385 | ↘7   | ↘6   | ↗8   |
| 2015 |      |      |      |      |      |      |
| →8   |      |      |      |      |      |      |